# Paragominas (Mine)
Die Mine in Paragominas, Firmenname portugiesisch Mineração Paragominas S.A., ist eine Bauxit-Tagebaumine im Bundesstaat Pará in Brasilien in ca. 70 km Entfernung zur Stadt Paragominas. Die Produktion begann 2007 und wurde 2008 erweitert. Die Mine war anfänglich im Besitz von Vale und wurde dann schrittweise an die norwegische Hydro verkauft, die seit 2016 alleinige Besitzerin ist. Das Bauxit wird gemahlen und in einer 244 km langen Pipeline nach Barcarena transportiert, wo es bei Hydro Alunorte zu Aluminium verarbeitet und an Aluminiumproduzenten in Brasilien und andere Länder verschifft wird. Die Mine in Paragominas beschäftigt etwa 1300 festangestellte Mitarbeiter und etwa 350 Arbeitnehmer mit langfristigen Verträgen.